# Джентльмен Джим
«Джентльмен Джим» (англ. Gentleman Jim) — американская черно-белая биографическая драма 1942 года. Фильм основан на автобиографии Джеймса Корбетта — «Рёв толпы» (англ. Roar of the Crowd). Роль главного героя стала, как заявил Эррол Флинн, одной из его самых любимых.

## Сюжет
История восхождения к славе легендарного боксера-тяжеловеса ирландского происхождения Джеймса Корбетта по прозвищу «Джентльмен Джим», который в 1892 году победил знаменитого боксера тех лет Джона Салливана и завоевал титул чемпиона мира.  Его победная вечеринка неожиданно прерывается побеждённым Салливаном, который пришёл, чтобы лично вручить чемпионский пояс Корбетту.
Однако высокомерие Корбетта раздражает многих представителей высшего класса, особенно Викторию Уэр (Алексис Смит). Они часто конфликтуют, но Корбетта влечёт к ней, и его безграничная уверенность в себе и обаяние в конце концов преодолевают её отвращение к нему.

## В ролях
- Эррол Флинн — Джеймс Корбетт, «Джентльмен Джим»
- Алексис Смит — Виктория Уэр
- Джек Карсон — Уолтер Лори
- Алан Хейл — Пэт Корбетт
- Джон Лодер — Карлтон Де Витт
- Уорд Бонд — Джон Салливан
- Мадлен Лебо — Анна Хелд
- Уильям Фроули — Билл Дилэни
- Фрэнк Майо — Леланд Стэнфорд
- Рис Уильямс — Гарри Уотсон

В титрах не указаны
- Джозеф Крехан — Даффи, рефери
- Дик Уэссел — рефери
- Лон Маккаллистер — свадебный паж[англ.]
- Майк Мазурки — Джек Килрейн[англ.]
- Лестер Дорр — репортёр